# Mare Desiderii
Mare Desiderii, la « mer des rêves », est une mer lunaire située sur la face cachée de la Lune.

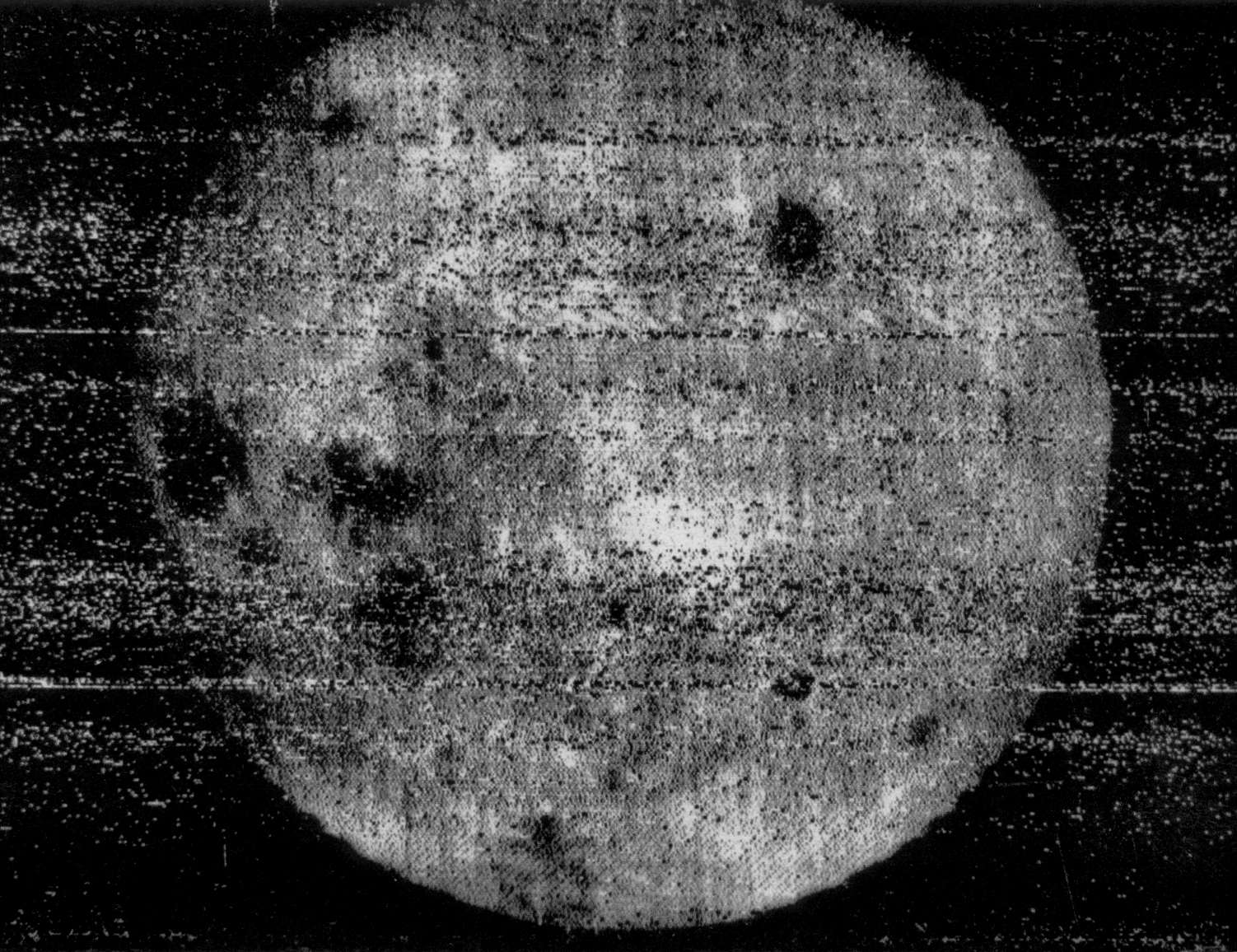
Photo historique - la première vue complète de qualité significative (cadre recadré numéro 29)[1], de la première série de photos de la face cachée de la Lune, prise par Luna 3, le 7 octobre 1959. Les taches sombres à gauche incluent Mare Crisium (sur le côté proche), Mare Smythii et Mare Marginis (sur la frontière des côtés proche et éloigné). En bas c'est Mare Australe. La tache sombre au-dessus à droite du centre est Mare Moscoviense, et en dessous à droite du centre se trouve le cratère Tsiolkovskiy. En dessous et à droite de Tsiolkovskiy se trouve le cratère Jules Verne.

Elle est nommée après la diffusion de photographies par le vaisseau spatial Luna 3. Ce nom est dérivé du russe, Море Мечты, car Мечты (« Rêve ») est le nom original du vaisseau spatial Luna 1.
Il est découvert par la suite que cette mer lunaire est composée d'une mer plus petite qui sera nommée Mare Ingenii (« mer de l'Ingénuité »). 
L'Union astronomique internationale (UAI) ne reconnaît pas le nom de Mare Desiderii.